# ويس شاندلير
ويس شاندلير (بالإنجليزية: Wes Chandler)‏ هو لاعب كرة قدم أمريكية أمريكي، ولد في 22 أغسطس 1956 في نيو سميرنا بيتش في الولايات المتحدة.

## وصلات خارجية
- ويس شاندلير على موقع مرجع كرة القدم المحترفة.كوم (الإنجليزية)
- ويس شاندلير على موقع قاعة فلوريدا للمشاهير الرياضية (الإنجليزية)
- ويس شاندلير على موقع إن إن دي بي (الإنجليزية)